# Árabe Yuba
Árabe Yuba, también llamado Árabe Juba es un pidgin o lengua franca hablada principalmente en la provincia de Ecuatoria, y cuyo nombre deriva de la ciudad de Yuba, en Sudán del Sur. También se habla en comunidades de sursudaneses que viven en las ciudades en Sudán.
El pidgin fue desarrollado en el siglo xix, entre los descendientes de los soldados sudaneses, muchos de los cuales fueron reclutados por la fuerza desde Sudán del Sur. Los residentes de otras grandes ciudades en Sudán del Sur, concretamente en Malakal y Wau, por lo general no hablan árabe Yuba, y tienden hacia el uso de la lengua árabe más cercana al árabe sudanés, además de usar otros idiomas locales.